# (969) Leocadia
(969) Leocadia – planetoida z pasa głównego asteroid okrążająca Słońce w ciągu 3 lat i 317 dni w średniej odległości 2,46 au. Została odkryta 5 listopada 1921 roku w Obserwatorium Simejiz na górze Koszka na Półwyspie Krymskim przez Siergieja Bielawskiego. Nazwa pochodzi od popularnego w Rosji imienia Leokadia. Przed nadaniem nazwy planetoida nosiła oznaczenie tymczasowe (969) 1921 KZ.